# Enrico Lorenzetti
Pour les articles homonymes, voir Lorenzetti.
Enrico Lorenzetti (4 janvier 1911 à Rome - 8 août 1989 à Milan) est un pilote de vitesse moto italien.

## Biographie
Il participe à la saison 1949 en catégorie 500 cm3 au guidon d'une Moto Guzzi et termine huitième au classement général avec 7 points de retard sur Johnny Lockett.

Dans la saison 1952, il remporte le Championnat du Monde catégorie 250 cm3 toujours avec une Moto Guzzi.

## Résultats

### Par catégorie
| Catégorie | Saison    | 1er Grand Prix      | 1er podium          | 1er victoire  | Course | Victoires | Podiums | Pole position | Record du tour | Points |
| --------- | --------- | ------------------- | ------------------- | ------------- | ------ | --------- | ------- | ------------- | -------------- | ------ |
| 250 cm3   | 1951-1957 | Tourist Trophy 1951 | Tourist Trophy 1951 | Nation 1951   | 17     | 5         | 12      | Nc            | 3              | 82     |
| 350 cm3   | 1953-1955 | Pays-Bas 1953       | Pays-Bas 1953       | Pays-Bas 1953 | 9      | 2         | 6       | Nc            | 1              | 44     |
| 500 cm3   | 1949-1951 | Belgique 1949       | Belgique 1949       |               | 3      | 0         | 3       | Nc            | 0              | 15     |

### Courses par année
(Les courses en italiques indique le record du tour)
| Année | Catégorie | Moto       | 1     | 2     | 3     | 4     | 5     | 6     | 7     | 8     | 9     | Points | Classement final | Victoire |
| ----- | --------- | ---------- | ----- | ----- | ----- | ----- | ----- | ----- | ----- | ----- | ----- | ------ | ---------------- | -------- |
| 1949  | 500 cm3   | Moto Guzzi | IOM - | SUI - | NED - | BEL 3 | ULS - | NAT - |       |       |       | 7      | 8e               | 0        |
| 1951  | 250 cm3   | Moto Guzzi |       | SUI - | IOM 3 |       |       | FRA - | ULS - | NAT 1 |       | 12     | 4e               | 1        |
| 1951  | 500 cm3   | Moto Guzzi | ESP - | SUI 3 | IOM - | BEL 3 | NED - | FRA - | ULS - | NAT - |       | 8      | 8e               | 0        |
| 1952  | 250 cm3   | Moto Guzzi | SUI 2 | IOM 2 | NED 1 | GER - | ULS 2 | NAT 1 | ESP - |       |       | 28     | 1er              | 2        |
| 1953  | 250 cm3   | Moto Guzzi | IOM - | NED 4 |       | GER - |       | ULS 4 | SUI 4 | NAT 1 | ESP 1 | 22     | 4e               | 2        |
| 1953  | 350 cm3   | Moto Guzzi | IOM - | NED 1 | BEL 2 |       | FRA 3 | ULS - | SUI - | NAT 1 | ESP - | 26     | 2e               | 2        |
| 1954  | 350 cm3   | Moto Guzzi | FRA - | IOM - | ULS - | BEL 4 | NED 2 | GER - | SUI - | NAT 2 | ESP 8 | 15     | 5e               | 0        |
| 1955  | 250 cm3   | Moto Guzzi |       | IOM - | GER - |       | NED 4 | ULS - | NAT - |       |       | 3      | 12e              | 0        |
| 1955  | 350 cm3   | Moto Guzzi | FRA - | IOM - | GER - | BEL - | NED - | ULS - | NAT 4 |       |       | 3      | 12e              | 0        |
| 1956  | 250 cm3   | Moto Guzzi | IOM - | NED 3 | BEL - | GER - | ULS - | NAT 2 |       |       |       | 10     | 3e               | 0        |
| 1957  | 250 cm3   | Moto Guzzi | GER 4 | IOM - | NED - | BEL - | ULS - | NAT 3 |       |       |       | 7      | 9e               | 0        |